# Cannone ferroviario

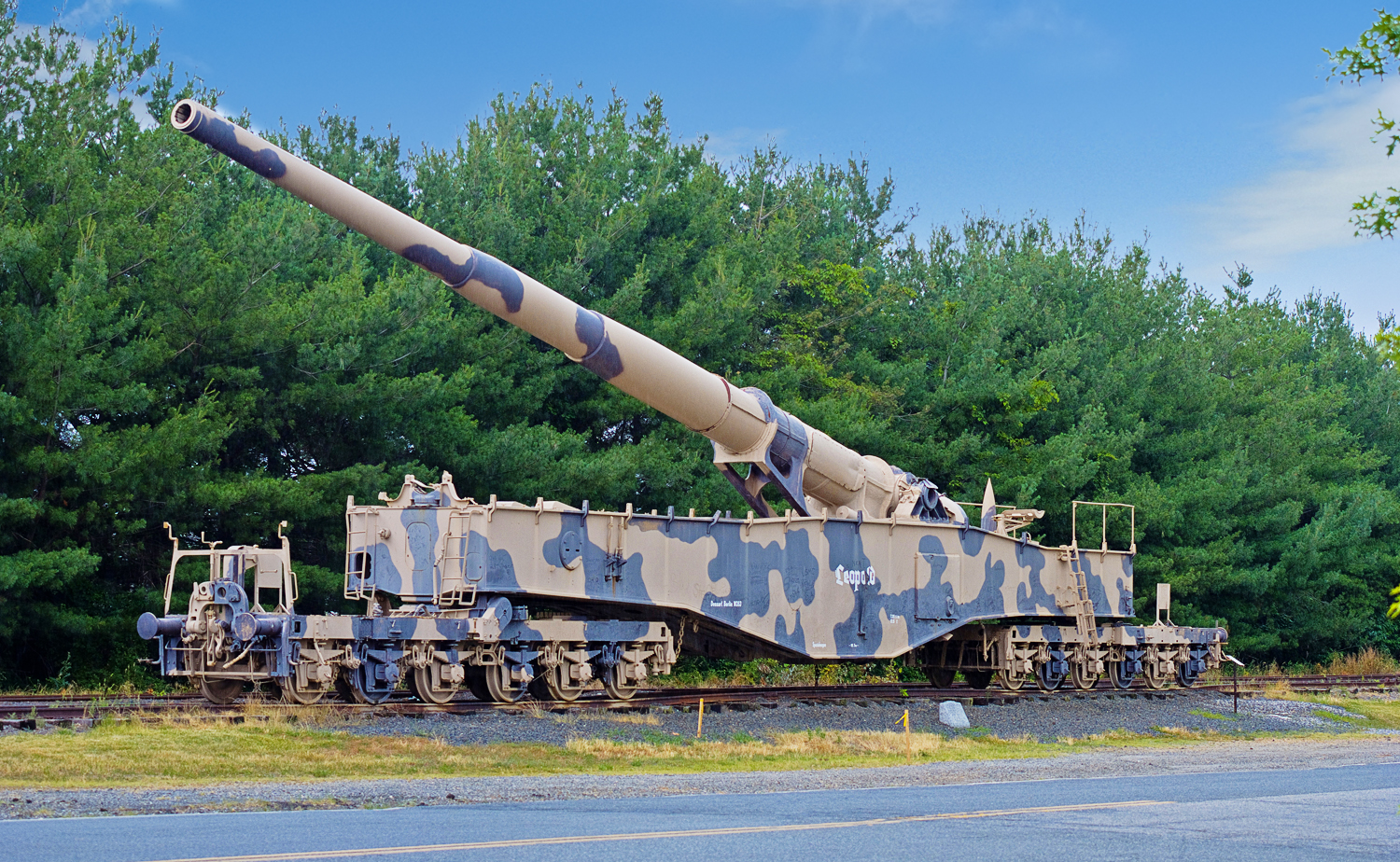
Il cannone ferroviario 28 cm K5 (E), soprannominato Anzio Annie

Un cannone ferroviario è un grosso pezzo d'artiglieria montato su di un apposito vagone ferroviario, e che quindi può venire spostato solo su binari.
Molti stati hanno costruito dei cannoni ferroviari, come gli Stati Uniti d'America, la Francia, l'Italia e la Gran Bretagna, ma forse la più famosa era la ditta Krupp della Germania. 
L'idea del cannone ferroviario è nata probabilmente dai treni corazzati; da qui ci si è spinti oltre, fino a montare dei veri e propri cannoni sui vagoni ferroviari. La loro comparsa si deve alla prima guerra mondiale, ma il loro momento di splendore lo hanno avuto durante la seconda guerra mondiale.
Questi particolari vagoni ferroviari avevano però lo svantaggio di una dimensione enorme e di una limitata mobilità da cui ne conseguiva una vulnerabilità agli attacchi.